# Araneus kalaharensis
Araneus kalaharensis är en spindelart som beskrevs av Simon 1910. Araneus kalaharensis ingår i släktet Araneus och familjen hjulspindlar. Inga underarter finns listade i Catalogue of Life.